# 선더 포스 III
선더 포스 III(サンダーフォース III)은 선더 포스 시리즈의 세 번째 작품이다.
1990년 6월 8일에 메가드라이브로 발매되었고, 같은 해에 일부 내용을 변경하여 선더포스 AC의 제목으로 업소용으로 이식되었다. 이듬해인 1991년에는 AC가 선더 스피리츠의 제목으로 도시바EMI에 의해 슈퍼 패미콤으로 이식되었다.

## 시스템
기본 조작은 II의 2버튼에 속도 조절이 추가된 3버튼 시스템으로, 이후로는 이 시스템이 정착되었다. 본작의 특기할 점은 톱뷰 스테이지의 폐지에 따른 전면적인 횡스크롤 게임으로의 이행과, 이동속도 조절 기능(4단계로 조절 가능)의 채용이다.
난이도 부분은 IIMD에 있던 TRAINING이 삭제되고 대신 MANIA가 생겨 3단계를 유지하고 있다. 이에 따라 난이도는 전체적으로 하향조정되어 격추되면 모든 무기를 잃던 IIMD와는 달리 NORMAL 난이도로는 사용중이던 무기만 잃는 것으로 변경되었다.
전체적으로는 II의 횡스크롤 스테이지를 답습하고 있지만, 스테이지에 따라서는 세로, 대각선, 역스크롤 등의 변칙적인 스크롤도 사용되고 있다. 또 수중이 배경인 3스테이지에서는 아래쪽에서 올라오는 거품에 닿으면 위로 떠오른다거나, 동굴 내부가 배경인 4스테이지나 기지 내부가 배경인 7스테이지에서는 지형이 움직이면서 진로를 막는 등의 연출이 등장한다. 그러나 이러한 연출(특히 4스테이지)은 해당 부분을 사전에 알아두지 않으면 진행의 걸림돌이 되었기에 '기억게임(覚えゲー)'이라는 비판을 받기도 했다. 그러나 4, 7스테이지의 연출도 특징적인 지형 등으로 출현 위치의 식별이 가능하여, 아무런 예고도 없이 갑자기 진로가 막혀버리는 IIMD의 8스테이지같이 난데 없지는 않다.
IIMD에서 채용되었던 스테이지 선택 기능은 본작에도 그대로 이어졌다. 다만 IIMD의 경우 NORMAL 난이도로는 1스테이지부터 시작해야 마지막 스테이지까지 진행이 가능했던 것에 반해 본작에서는 난이도와 시작 스테이지에 관계 없이 최후까지 진행이 가능하다. 또한, IIMD에서는 옵션메뉴에서 스테이지를 설정한 뒤 타이틀로 빠져나와 시작하던 것에 반해 타이틀에서 시작하면 스테이지 선택화면이 먼저 나오고, 스테이지를 선택하면 게임 본편이 시작되는 방식으로 바뀌었다.
업소용으로 이식된 선더포스 AC는 본작을 기반으로 하고 있지만 화면구성이나 음악이 편곡되는 등의 내용변경이 있었다. 그 중 특기할 점은 4스테이지는 완전한 새 스테이지로, 5스테이지는 IIMD의 6스테이지(II의 3스테이지 후반에 해당한다)로 바뀌어 있다(다만 5스테이지 보스 캐릭터는 III의 5스테이지 보스인 모빌포트 그대로).
또, AC를 SFC로 이식한 선더 스피리츠는 AC와 또 내용이 달라, 6스테이지와 8스테이지가 독자적인 것으로 바뀌었다. 그러나 음원이나 사운드 드라이버의 차이에 의해 음질이 좋지 못한 편이며, SFC의 느린 CPU로 인한 잦은 그래픽 깨짐 등, 게임 내용 자체로도 그리 높은 완성도를 보여주지는 못했다.

## 스토리
100년에 걸친 온 제국과의 전쟁으로 쇠퇴해 온 은하연방은 그 타개책으로 온 제국의 주성(主星)의 공략을 계획하기에 이른다. 온 제국의 주성은 5개 행성에 흩어져 있는 워프 시스템과 무인 전함 켈베로스로 지켜지고 있어, 연방은 켈베로스에게 감지되지 않을 정도의 고성능 소형 전투기를 개발한다.

## 기체/캐릭터
- FIRE LEO-03 STYX : 대형전함에 뒤떨어지지 않는 화력을 보유한 소형 전투기.
- 진·R·판 : 은하연방군 제110우주항공사단 소속, 대위. 8세 때부터 전투기를 탔다고 한다. I의 주인공 에이드라 판의 손자.
- 셰리·M·주피터 : 은하연방군 제119우주방위대대 소속, 소위. IQ300을 넘는 16세의 소녀. 12세때 연방군 사관학교를 역대 수석의 성적으로 졸업, 3년의 특별훈련을 경과해서 진의 내비게이터가 되었다. II의 주인공인 라이드와 디아나의 장녀.

## 무기/아이템
- 기본무기 : 트윈 샷, 백 파이어
- 무기 : 세버, 랜서, 웨이브, 파이어, 헌터
- 기타 아이템 :

1. 클로 : 한 개씩 장비되던 전작과 달리 본작에서는 두 개가 한꺼번에 장비된다.
2. 실드 : 3회까지의 피탄 또는 충돌에 견뎌내는 방어막.

## 음악
전작의 오타니 도모미(大谷智巳, TMO)에 야마니시 도시하루(山西利治, ふぁんき素浪人)가 가세한 두 사람이 대략 반씩 작곡했다. 효과음은 여전히 아라이 나오스케(新井直介, Yunker Matai)가 맡았다. OST에는 게임 본편에서 용량부족 관계로 삭제된 부분이 보완되어 수록되어 있다.
| 곡명                                    | 사용된 곳       | 작곡                                                     |
| The wind blew all day long              | 타이틀          | 오타니 도모미(大谷智巳) 편곡 : 아라이 나오스케(新井直介) |
| Beyond the peace                        | 스테이지 선택   | 오타니 도모미(大谷智巳)                                  |
| Back to the fire                        | 1스테이지       | 야마니시 도시하루(山西利治)                              |
| Venus fire                              | 2스테이지       | 〃                                                       |
| The grubby dark blue                    | 3스테이지       | 〃                                                       |
| Truth                                   | 4스테이지       | 〃                                                       |
| Final take a chance                     | 5스테이지       | 〃                                                       |
| His behaviour inspired us with distrust | 6스테이지       | 오타니 도모미(大谷智巳)                                  |
| Hunger made them desperate              | 7스테이지       | 〃                                                       |
| Final point                             | 8스테이지       | 야마니시 도시하루(山西利治)                              |
| Gargoyle                                | 1스테이지 보스  | 〃                                                       |
| Twin vulcan                             | 2스테이지 보스  | 오타니 도모미(大谷智巳)                                  |
| King fish                               | 3스테이지 보스  | 〃                                                       |
| G lobster                               | 4스테이지 보스  | 〃                                                       |
| Mobile fort                             | 5스테이지 보스  | 〃                                                       |
| Off luck                                | 7스테이지 보스  | 〃                                                       |
| Be menaced by Orn                       | 8스테이지 보스  | 〃                                                       |
| Stage clear                             | 스테이지 클리어 | 야마니시 도시하루(山西利治)                              |
| Dead end                                | 게임 오버       | 〃                                                       |
| Continue                                | 컨티뉴          | 〃                                                       |
| A war without the end                   | 엔딩            | 〃                                                       |
| Present                                 | 스탭롤          | 〃                                                       |

## 평가
| 평가 |                                |
| --- | ------------------------------ |
| 평론 점수 평론사 점수 패미츠 31 of 40 (Genesis) [ 2 ] 23/40(SNES) [ 3 ] 게임프로 23 of 25 (Genesis) [ 4 ] MegaTech 89% [ 5 ] Mean Machines 86% [ 6 ] |                                |
| 평론 점수 |                                |
| 평론사 | 점수                           |
| 패미츠 | 31 of 40 (Genesis) 23/40(SNES) |
| 게임프로 | 23 of 25 (Genesis)             |
| MegaTech | 89%                            |
| Mean Machines | 86%                            |